# Crachat perlé de Laennec
 (avril 2021).
Si vous disposez d'ouvrages ou d'articles de référence ou si vous connaissez des sites web de qualité traitant du thème abordé ici, merci de compléter l'article en donnant les références utiles à sa vérifiabilité et en les liant à la section « Notes et références ».
Le crachat perlé de Laennec est une expectoration abondante visqueuse et collante, blanche grisâtre ou translucide, spumeuse et perlée.
Il est dit « perlé » parce qu'on y trouve une sorte de grains opalescents ou de petits bouchons secs, de nature élastique évoquant un « tapioca cuit », ce sont des crachats arrondis formés dans les petites bronches pendant la crise.
Le crachat perlé de Laennec est caractéristique de l'asthme, où il survient parfois à la fin de la crise asthmatique.